# BMW R nineT
Die BMW R nineT ist ein unverkleidetes Motorrad des Fahrzeugherstellers BMW. Das Naked Bike mit der englischsprachigen Verkaufsbezeichnung „nineT“ [ˈnaɪnti] wurde am 16. Oktober 2013 anlässlich des 90-jährigen Bestehens der Motorradsparte im BMW Museum in München vorgestellt. Das Motorrad wird im BMW-Werk Berlin in Spandau endmontiert. Die Produktion startete am 4. Dezember 2013, Verkaufsstart war am 8. März 2014. BMW kategorisierte und vermarktete das Motorrad als Roadster. Der interne Modellcode lautet K21. Nach und nach führte BMW die Varianten Pure (K22), Scrambler (K23), Racer (K32) und Urban G/S (K33) ein. Zum 50-jährigen Jubiläum der „Strich-Fünf“-Baureihe verkaufte BMW Mitte 2019 das limitierte Sondermodell R nineT /5. Mit dem Modelljahr 2024 wurden zwei Nachfolgemodelle eingeführt, die R 12 nineT und die R 12.

## Konzeption
Die Entwicklung begann 2008 mit der Vorstellung der Studie Lo Rider, die auf Basis der HP2 Megamoto moderne Linien mit Stilelementen der 1920er und 30er Jahre kombinierte. Auf Intervention von Harley-Davidson wurde die Studie in Custom Concept umbenannt, um Verwechslungen mit der Dyna Low Rider zu verhindern. Basierend auf einem Konzeptionsträger, der im Mai 2013 als Concept Ninety auf der Concorso d’Eleganza Villa d’Este präsentiert wurde, entspricht sie technisch weitgehend dem Naked Bike R 1200 R (K27). Sie verfügt jedoch anders als diese über eine Upside-down-Gabel statt einer Telelever, radial verschraubte Bremssättel und eine vierteilige Rahmenkonstruktion. Weitere hochwertige Einzelteile wie geschmiedete Kotflügelstreben, spezielle Endschalldämpfer und ein veränderbarer Heckrahmen machen sie praktisch zu einem ab Werk erhältlichen Cafe Racer.
Der verantwortliche BMW-Fahrzeugdesigner Ola Stenegärd beschreibt das zugrunde liegende Konzept wie folgt: „Viele Motorräder von heute sind wahre High-Tech-Bikes, ausgestattet mit den neuesten technischen Gimmicks. Einige Motorradfahrer fühlen sich jedoch von so vielen Schaltern und Knöpfen schlicht überfordert. Es ist oft fast so, dass man erst eine Gebrauchsanweisung studieren muss, bis man sämtliche Funktionen versteht. Viele Kunden wünschen sich nur ein einfaches Easy-Going-Bike. Draufsetzen und losfahren. Nicht schnell, einfach nur entspanntes Cruisen.“ BMW-Chefdesigner Edgar Heinrich bezeichnet das Motorrad als „Moderne Interpretation eines klassischen Konzepts“. Nach Aussage von Roland Brown im The Daily Telegraph ist das Timing von BMW günstig, da die „luftgekühlten Boxer-Zweizylinder der deutschen Firma aus den 1970er und 1980er bei Umrüstern von Custombikes beliebt seien“ und die „R nineT ein wenig von diesem handgefertigten Retro-Image in die Verkaufsräume bringe“. Die Entwicklungszeit vom Konzept bis zur Serienreife dauerte laut BMW zweieinhalb Jahre.

## Konstruktion

### Antrieb
Der luft- und ölgekühlte Zweizylindermotor wurde nahezu unverändert aus der R 1200 R übernommen und erzeugt eine Nennleistung von 81 kW (110 PS) bei 7750/min. Das maximale Drehmoment von 110 Nm liegt bei 6000/min an. Der Boxermotor hat einen Hubraum von 1170 cm³, den er aus einer Bohrung von 101 mm, einem Hub von 73 mm erhält; das Verdichtungsverhältnis beträgt 12,0. Die radial angeordneten Ventile des Viertaktmotors werden über Schlepphebel von zwei kettengetriebenen, obenliegenden Nockenwellen angesteuert. Der Hubzapfenversatz der Kurbelwelle beträgt 180°. Eine zentrale Ausgleichswelle kompensiert Massenmomente erster Ordnung, die zu Motorvibrationen führen und aus dem konstruktiv bedingten Versatz der Zylinder in Längsrichtung resultieren.
Das Motorrad beschleunigt in 3,6 Sekunden von 0 auf 100 km/h und erreicht eine Höchstgeschwindigkeit von 220 km/h.
Zum Modelljahr 2021 erfüllt die R nineT die Euro-5-Abgasnorm.

### Fahrwerk
Der vierteilige Stahl-Gitterrohrrahmen besteht aus Vorder- und dreiteiligem Heckrahmen mit mittragender Motor-Getriebe-Einheit. Die Grundkonstruktion des Rahmens basiert dabei auf einem Rahmenvorderteil mit integriertem Steuerkopf sowie einem Rahmenhinterteil mit Schwingenaufnahme. Bei dem modularen Rahmenkonzept können die Soziusfußrastenanlage und das achtfach verschraubte Rahmenendstück demontiert und ersetzt werden. Der Radstand beträgt 1476 mm, der Nachlauf 102,5 mm und der Lenkkopfwinkel 64,5 Grad.
Die goldfarben eloxierte Upside-Down-Gabel an der Vorderachse stammt vom Superbike S 1000 RR und hat einen Lenkungsdämpfer. Die Hinterachse wird von einer Einarmschwinge aus Aluminiumguss mit zentralem Federbeine und drehbarem, über einen Lenker am Rahmen abgestützten Winkelgetriebegehäuse, 
(Paralever), geführt. Die Fahrwerkseinstellung kann über Federvorspannung und Zugstufendämpfung an der Hinterachse verändert werden. Zum Modelljahr 2021 führte BMW eine wegabhängige Dämpfung ein, um Durchschlagen zu verhindern.
Das klauengeschaltete Getriebe hat sechs Gänge mit kürzerer Endübersetzung und stammt vom ehemaligen Sport-Boxer R 1200 S. Die Verzögerung wird von einem serienmäßigen Antiblockiersystem unterstützt, das zum Modelljahr 2021 auch in Schräglage regelt (als ABS Pro bezeichnetes „Kurven-ABS“). Das Motorrad hat vorne und hinten Drahtspeichenräder mit schwarz eloxierten 17-Zoll-Flachschulterfelgen aus Leichtmetall. Die Bereifung ist vorne 120/70 ZR 17 und hinten 180/55 ZR 17.

### Kraftstoffversorgung

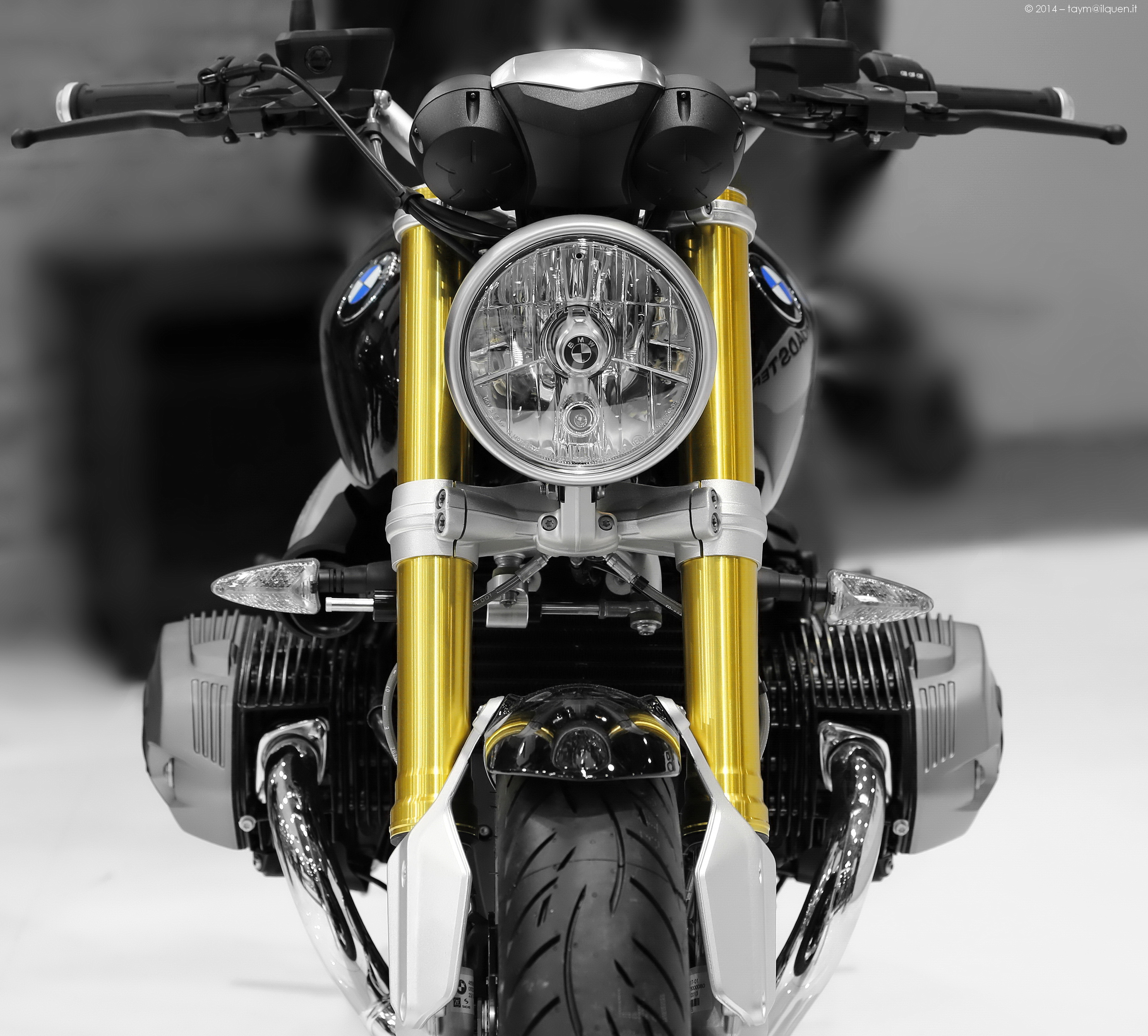
BMW R nineT auf den Motodays 2014 in Rom

Der 18 Liter fassende Kraftstofftank ist aus Aluminium und hat beschichtete Seitenauflagen, um die Tanklackierung zu schützen. Der Hersteller empfiehlt die Verwendung von Motorenbenzin, Oktanzahl soll mindestens 95 betragen. Der Ansaugschnorchel ist auf der rechten Fahrzeugseite unter einer Aluminiumblende verborgen. Die Abgasnachbehandlung erfolgt durch einen geregelten Drei-Wege-Katalysator und unterschreitet die Schadstoffgrenzwerte der Abgasnorm Euro-3. Die Abgase werden über einen zentralen Mittelschalldämpfer und zwei übereinander liegende Endschalldämpfer auf der linken Seite abgeführt.

### Sonstiges
Die Instrumentenausstattung mit zwei analogen Rundinstrumenten für den Tachometer und den Drehzahlmesser sowie einer zentralen Flüssigkristallanzeige entspricht jener der R 1200 R von 2011 bis 2014. Als Reminiszenz an ehemalige BMW-Motorräder verfügt der Frontscheinwerfer über ein BMW-Symbol im Lampenhalter. Am Lenkkopf ist ein alt anmutendes Typenschild angenietet, was die „Retro-Optik“ des Motorrads verstärken soll. Das Typenschild ist bei den weiteren Varianten Pure, /5, Racer, Scrambler und Urban GS jedoch nicht mehr zu finden.  Das Motorrad wurde zunächst ausschließlich in schwarzer Lackierung angeboten, inzwischen sind auch Mehrfarblackierungen erhältlich (Option 719).

## Trivia

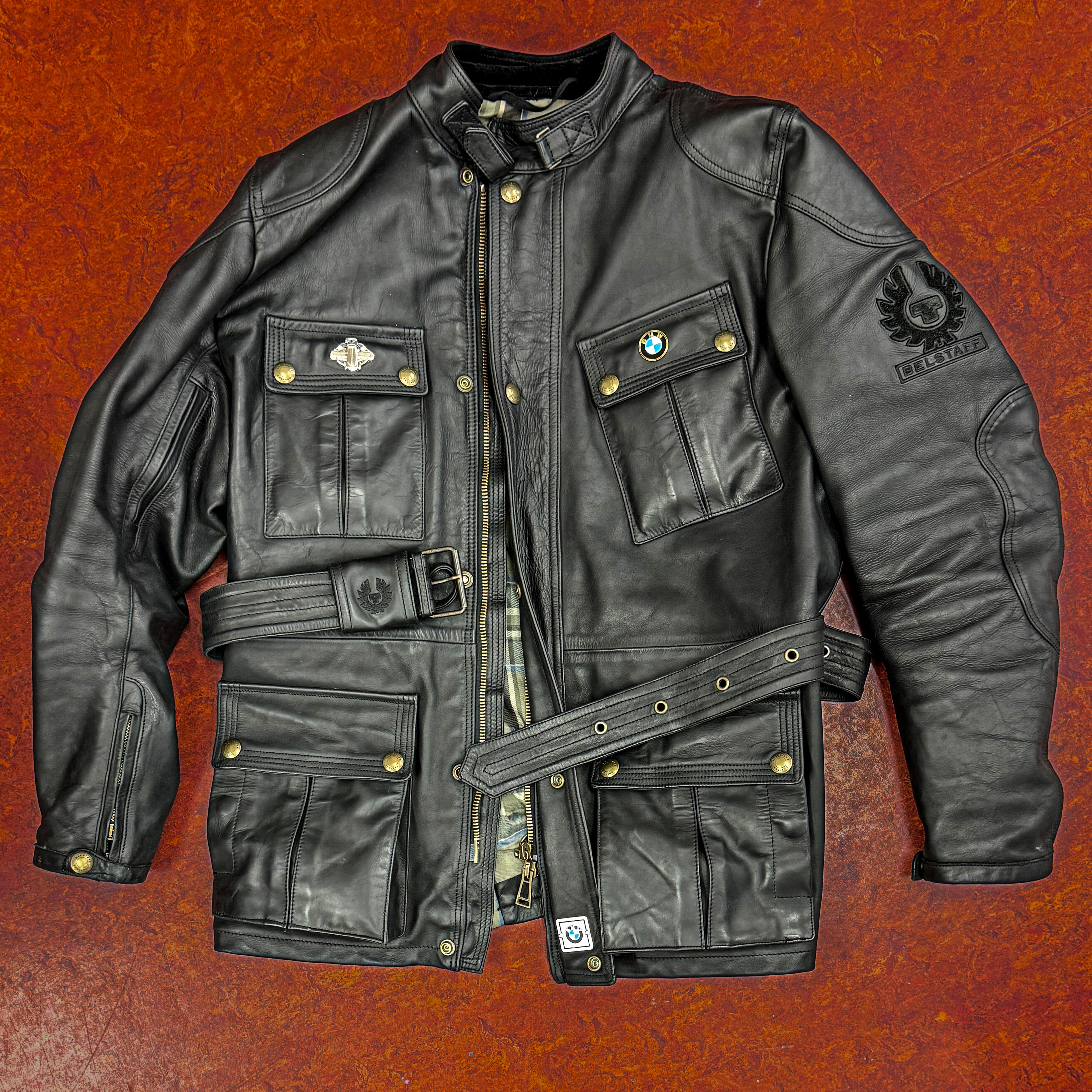
Belstaff/BMW Sondermodell Loton Park aus Leder mit Protektoren in Anlehnung an Belstaffs klassische Trialmaster.

Zum Verkaufsstart der ursprünglichen R nineT 2014 präsentierte der in diesem Jahr sein 90-jähriges Jubiläum feiernde, renommierte britische (Motorrad-)Bekleidungshersteller Belstaff zu seiner Frühjahr/Sommer-Kollektion in Kooperation mit BMW die Sondermodellreihe „Pure Motorcycle“.
Sie umfasste acht Jacken, zwei Damen- sowie sechs Herren-Modelle aus Leder bzw. gewachster Baumwolle. 
Zur Kennzeichnung der Sonderkollektion zierte eine Aluminium-Tafel mit BMW Label im Vintage Look den Innenteil der Jacken.

## Kritiken
„Erinnert eher an Harley oder Triumph denn an BMW. Aber genau das will man ja erreichen. Weg vom schnöden Gore-Tex-Ritter mit Klapphelm hin zum coolen Biker.“

„222 Kilogramm mit vollem Alutank und Zwei-Personen-Sitzbank, dieses vergleichsweise geringe Gewicht ergibt sich durch bewussten Verzicht: Upside-down-Telegabel statt Telelever, einfaches Bosch-ABS ohne Integralfunktion, kein Hauptständer, keine Seitenkoffer. Und das ist gut so. Denn schließlich soll die R nineT nicht die R 1200 R ersetzen – und auch nicht so aussehen wie sie.“

„Mit ihren 222 Kilo ermöglicht sie unkomplizierten, sportlichen Fahrspaß. Sie platziert ihren Fahrer in einer Pack-den Stier-bei den-Hörnern-Haltung an die breite Lenkstange. So verbessert man das Gefühl fürs Vorderrad und die Lenkeigenschaften. Präzise und stabil pfeilt sie durch die Radien, jederzeit gut kontrollierbar, aber ein Ausbund an Handlichkeit ist sie nicht – doch das waren die Vorbilder der Café Racer-Ära auch nicht.“

„Das Fahrwerk der R nineT ist überraschend hart abgestimmt, von 120 mm Federweg vorne und hinten ist nicht viel zu spüren. Auch der Sitz bietet eher bescheidenen Komfort, wenngleich er mehr Halt bietet als erwartet, was angesichts des fehlenden Tankbuckels zum Abstützen bei radikalen Bremsmanövern zu begrüßen ist. Der breite Lenker kommt einem weniger entgegen als auf einer R 1200 R, mit der die nineT übrigens kaum etwas gemeinsam hat.“